# 카살레몬페라토

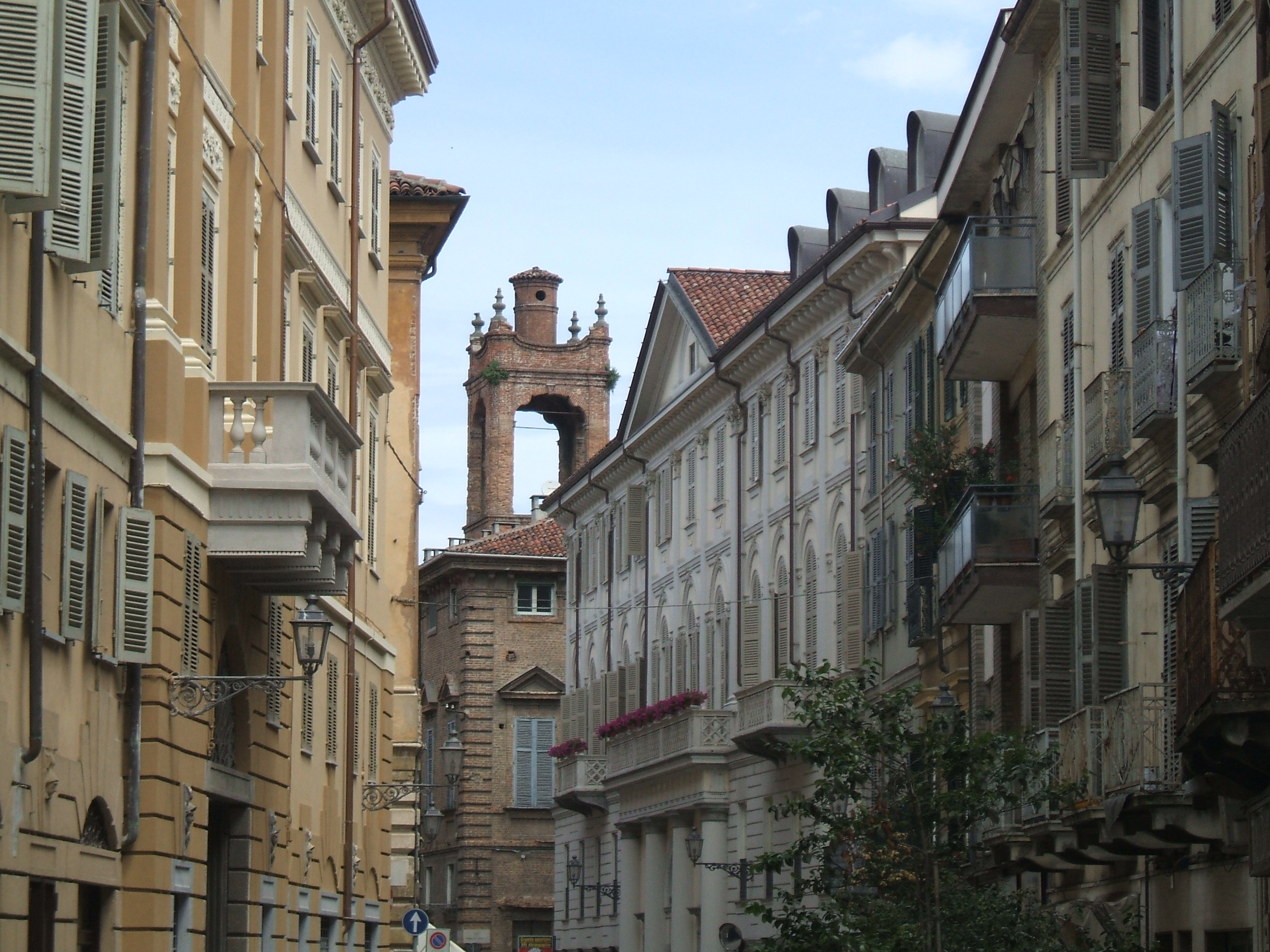
카살레 몬페라토의 모습

카살레몬페라토(Casale Monferrato)는 이탈리아 북서부 피에몬테주 알레산드리아도에 있는 도시이다.

## 종교
- 카살레 몬페라토 대성당 (Duomo di Casale Monferrato; Cattedrale di Sant'Evasio)

## 스포츠
- FBC 카살레 : 1909년에 창단된 카살레 몬페라토를 연고로 하는 축구팀
- 주니어 카살레 (A.S. Junior Pallacanestro Casale) :1956년에 창단된 카살레 몬페라토를 연고로 하는 농구팀

## 교통
- 카살레 몬페라토 공항 (Aeroporto di Casale Monferrato) : 1930년 왕립공군 (Regia Aeronautica)이 사용하기 위해 개장하였으며, 현재는 항공교육용으로 이용중이다.
- 카살레 몬페라토 역 (Stazione di Casale Monferrato) : 종착역이며, 1857년에 개통하였다.